# Angelonia chiquitensis
Angelonia chiquitensis là một loài thực vật có hoa trong họ Mã đề. Loài này được Herzog mô tả khoa học đầu tiên năm 1916.